# NGC 1105
NGC 1105 (również IC 1840 lub PGC 10333) – galaktyka spiralna (Sb), znajdująca się w gwiazdozbiorze Wieloryba.
Odkrył ją Frank Leavenworth 2 grudnia 1885 roku, pozycja podana przez niego była jednak niedokładna, stąd istniały problemy z identyfikacją tego obiektu. Dzięki szkicowi wykonanemu przez odkrywcę wiadomo, że na pewno obserwował on galaktykę PGC 10333, mimo to niektóre źródła (np. baza SIMBAD) nadal podają, że NGC 1105 to sąsiednia galaktyka PGC 10867, która znajduje się bliżej błędnej pozycji podanej przez Leavenwortha.